# Robert Blust
Robert Blust (ur. 9 maja 1940 w Cincinnati, zm. 5 stycznia 2022 w Honolulu) – amerykański językoznawca, który zajmował się językoznawstwem diachronicznym, leksykografią i etnologią. Specjalizował się w językach austronezyjskich.

## Życiorys
Robert Blust urodził się w 1940 roku w Cincinnati. Studiował filologię angielską, uzyskał bakalaureat z antropologii oraz doktorat z językoznawstwa na Uniwersytecie Hawajskim w Mānoa. Badał języki austronezyjskie, przeprowadził badania 97 języków w Sarawaku, Papui-Nowej Gwinei i na Tajwanie.
W 1999 roku zaproponował filogenetyczną klasyfikację języków tajwańskich opartą na innowacjach fonologicznych. W 2003 roku opublikował słownik angielsko-thao (język thao jest zagrożonym wymarciem językiem tajwańskim używanym przez aborygenów tajwańskich z grupy Thao).

## Publikacje
- Blust, Robert. 1974. The Proto-North-Sarawak vowel deletion hypothesis. PhD dissertation. University of Hawaii at Mānoa.
- Blust, Robert. 1977. The Proto-Austronesian pronouns and Austronesian subgrouping: a preliminary report. University of Hawaii Working Papers in Linguistics 9.2: 1–15.
- Blust, Robert. 1998. Austronesian Root Theory: An Essay on the Limits of Morphology
- Blust, Robert. 1993. *S metathesis and the Formosan/Malayo-Polynesian language boundary.
- Blust, Robert. 1995. The position of the Formosan languages: method and theory in Austronesian comparative linguistics. In Paul Jen-kuei Li et al., eds., Austronesian Studies Relating to Taiwan: 585–650. Symposium Series of the Institute of History and Philology, Academia Sinica, No. 3. Taipei: Academia Sinica.
- Blust, Robert. 1995. Austronesian Comparative Dictionary (ACD). Honolulu: University of Hawaii at Mānoa.
- Blust, Robert. 1996. Some remarks on the linguistic position of Thao. Oceanic Linguistics 35: 272–294.
- Blust, Robert. 1999. Pazeh phonology and morphology. Oceanic Linguistics 38.2: 321–365.
- Blust, Robert. 2003. Three notes on early Austronesian morphology. Oceanic Linguistics, 42.2: 438–478.
- Blust, Robert. 2003. Thao dictionary. Language and Linguistics Monograph Series, No. A5. Taipei: Institute of Linguistics (Preparatory Office), Academia Sinica.
- Blust, Robert. 2003. A short morphology, phonology and vocabulary of Kiput, Sarawak. Shorter Grammars. Pacific Linguistics 546. Canberra: Research School of Pacific and Asian Studies, The Australian National University.
- Blust, Robert. 2005. Must sound change be linguistically motivated? Diachronica 22: 219–269.
- Blust, Robert. 2006. The origin of the Kelabit voiced aspirates: a historical hypothesis revisited. Oceanic Linguistics 45.2: 311–338.
- Blust, Robert. 2009. The Austronesian languages.